# Arhoolie Records
Arhoolie Records es una pequeña compañía discográfica estadounidense creada por Chris Strachwitz en la década de 1960; Strachwitz fundó la compañía para permitirle realizar grabaciones, y publicar, canciones anteriores de artistas de blues como Lightning Hopkins, Snooks Eaglin y Bill Gaither. A día de hoy, Arhoolie Records sigue publicando principalmente blues y música folk.
Otros intérpretes que realizaron grabaciones para esta compañía inclúyen a : Nathan Beauregard, Juke Boy Bonner, Clifton Chenier, Elizabeth Cotten, Jesse Fuller, Earl Hooker, John Jackson, Mance Lipscomb, Fred McDowell, Alex Moore, Charlie Musselwhite, Doctor Ross, Bukka White, Big Joe Williams y Black Ace.